# Alfa Air
Alfa Air est une compagnie aérienne privée marocaine créée en 2007, basée à aéroport de Benslimane.

## Flotte
| Avion           | Matricule | Sièges            | Notes               |
| --------------- | --------- | ----------------- | ------------------- |
| Falcon 20       | CN-TNM    | 9 ou 10 passagers | Biréacteur          |
| Falcon 10       | CN-TLD    | 5 ou 6 passagers  | Biréacteur          |
| Jetstream 32    | CN-TMI    | 16 à 18 passagers | Turboprop biturbine |
| Piper Seneca II | CN-TCF    | 4 passagers       | Bimoteur            |